# João Bosco Burnier
Pour les articles homonymes, voir Burnier.
João Bosco Penido Burnier, ou simplement Père João Bosco, né le 11 juin 1917 à Juiz de Fora, Minas Gerais, au Brésil, et mort (assassiné) le 11 octobre 1976 à Goiânia, Goiás (Brésil) était un prêtre jésuite brésilien, missionnaire auprès des Xavantes du Mato Grosso amazonien. Il fut tué par des policiers alors qu'il protestait contre les mauvais traitements qu'ils infligeaient à deux femmes sous leur garde.

## Biographie
Né le 11 juin 1917 à Juiz de Fora, dans une famille nombreuse (il est le 5e d'une fratrie de neuf enfants), João Bosco entre au noviciat des jésuites le 22 octobre 1936, à Nova Friburgo (Rio de Janeiro), et étudie à l'Université pontificale grégorienne de Rome, où il est ordonné prêtre 27 juillet 1946. Il termine ses études en Espagne. Deux de ses huit frères sont religieux: le frère Martin, dominicain et le père Vincent, premier prêtre sourd de l'Église du Brésil et très actif dans la Pastorale de sourds.
De 1949 à 1954 il est secrétaire de l'Assistant latino-américain du supérieur Général. En 1954, il devient le vice-provincial pour la zone centrale du Brésil et est l'un des fondateurs du Collège des Jésuites à Juiz de Fora. C’est à cette époque qu’il travaille avec les Indiens Beiços-de-pau et Bacairis, en participant au Conseil missionnaire indigène, le CIMI (Conselho Indigenista Missionário).

## Les circonstances de sa mort
La tension était élevée dans la région, où pour la construction d'une route de Barra do Garcas à Sao Felix, les indigènes étaient dépossédés de leurs terres sans juste compensation. Un poste de police y avait été installé en 1973 'pour y éviter des désordres', en fait pour y imposer l'ordre injuste. Les villageois avaient déjà écrit au début de l'année 1976 au président du Brésil, Ernesto Geisel, protestant contre les exactions des policiers, à la solde des gros propriétaires terriens.
En octobre 1976, à la fin d'une rencontre avec les agents pastoraux des peuples indigènes, João Burnier, en tant que coordinateur du Conseil missionnaire indigène [CIMI], se rend dans la région avec Mgr Pedro Casaldáliga à l'occasion de la fête de Notre-Dame d'Aparecida. Ils remarquent l'atmosphère de terreur qui y règne. Alors que la procession qu'ils conduisent passe devant le poste de police, ils entendent des cris : "Ne me frappez pas!". En soirée, le père João Bosco, accompagné de Dom Pedro Casaldáliga, se rend à la caserne des policiers pour intercéder en faveur et réclamer la libération de deux paysannes amérindiennes, qui y étaient emprisonnées, torturées (et violées), car soupçonnées de collaborer avec les opposants au gouvernement Geisel. Ils n'obtiennent rien.
Dom Pedro menaçant de les dénoncer pour abus de pouvoir et mauvais traitements, Ezy Ramalho Feitosa, officier de police à Ribeirão Cascalheira, tire une balle dans sa direction, mais le père João Bosco, lui faisant un bouclier de son corps, reçoit la balle dans la poitrine. Il meurt le lendemain, le 11 octobre 1976. Lorsqu'ils apprennent ce qui s'est passé les paysans sont choqués et commentent: "Si c'était l'un de nous, il n'y aurait rien d'étrange. Cela arrive tous les jours... Mais un prêtre... Les policiers ont perdu la tête!". Ils détruisent la caserne et libérèrent les deux femmes. Transporté d'urgence à Goiana, Burnier meurt en cours de route. Il est enterré à Diamantino le 15 octobre 1976.
Ce n'est que trente-trois ans plus tard (en décembre 2009) que, ayant perdu la protection du gouvernement brésilien, l'officier de police Ezy Ramalho Feitosa doit finalement rendre des comptes à la justice : il est condamné.

## Croix commémorative
Le septième jour suivant sa mort, arrivés en procession avec cierges allumés à l'endroit ou Burnier fut assassiné, les villageois y élèvent une grande croix. Une inscription rappelle ce qui s'est passé : «Le 11 octobre 1976, en cet endroit de Ribeirao Bonito, le père Joao Bosco Penido Burnier fut assassiné pour avoir défendu la liberté du peuple. Il était ne à Juiz de For le 11 juin 1917 et devint un jésuite en 1936 et fut ordonné prêtre le 27 juillet 1946, à Rome. Il fut engagé dans d'importants ministères d'éducation et au service de la vie religieuse. Il arriva dans cette prélature de Diamantino, dans le Mato Grosso, en 1966 pour y travailler jusqu'à sa mort avec les Indiens et les pauvres fermiers. Il mourut comme Jésus-Christ, offrant sa vie pour notre libération».
Par la suite, ce lieu est devenu le Sanctuaire des Martyrs de l’Araguaia (Santuário dos Mártires do Araguaia), et la chemise tachée de sang du père João Bosco y est conservée comme avertissement et témoignage de non-violence.

## Sources
- Annuaire de la Compagnie de Jésus, N°42 (2002), pp. 33–37.
- R. L. Dumont: Les prêtres subversifs, Éditions Labor, 2002, pages 142-144 (chapitre sur le Père Joao Bosco Burnier)